# 沃倫塔里
沃倫塔里（羅馬尼亞語：Voluntari）是羅馬尼亞的城市，位於該國東南部，距離首府布加勒斯特8公里，由伊爾福夫縣負責管轄，面積37.40平方公里，海拔高度81米，2009年人口33,050，大多數居民信奉東正教。